# Cassina Nuova
Cassina Nuova (Cassina Noeuva in dialetto milanese, AFI: [kaˈsina ˈnøːa]) è una frazione del comune italiano di Bollate nella città metropolitana di Milano, posta a nord-est del centro abitato, verso Paderno Dugnano.
I suoi abitanti sono chiamati cassinanovesi.

## Storia
Fu un antico comune del Milanese, chiamato nei documenti d'epoca spagnola come "Cassina Nova de' Dugnani". Nell'estimo voluto dall'imperatrice Maria Teresa nel 1771 risultava avere 502 abitanti. Nel 1809 fu soppresso ed annesso a Cassina Amata, a sua volta incorporata nel 1811 a Senago. Il comune venne ripristinato con il ritorno degli austriaci, col nome modernizzato di "Cassina Nuova". Fu nuovamente soppresso nel 1869 e fu aggregato coi suoi 906 abitanti a Bollate.

## Infrastrutture e trasporti
Cassina Nuova è attraversata a sud-est dalla autostrada A52 Rho-Monza; non sono presenti svincoli nel quartiere, ma lo svincolo più vicino è situato nel quartiere limitrofo di Cascina del Sole.
Il quartiere non è servito da linee metropolitane o ferroviarie. Tuttavia, nel limitrofo quartiere di Cascina Traversagna e di Paderno e Dugnano, sono presenti le stazioni di Bollate Nord (servita dalle linee suburbane S1 e S3, gestite da Trenord) e di Paderno Dugnano (servita dalle linee suburbane S2 ed S4).